# هیچم
هیچم (به انگلیسی: Heacham) یک روستا و محله مدنی در بریتانیا است که در King's Lynn and West Norfolk واقع شده‌است. هیچم ۱۷٫۶۶ کیلومتر مربع مساحت و ۴٬۷۵۰ نفر جمعیت دارد.